# Conospermum distichum
Conospermum distichum (лат.) — кустарник, вид рода Коноспермум (Conospermum) семейства Протейные (Proteaceae), эндемик Западной Австралии.

## Ботаническое описание
Conospermum distichum — кустарник высотой до 80 см. Листья редкие, восходящие, нитевидные, 3,5-8,5 см длиной, 0,4-0,75 мм шириной, гладкие; средняя жилка более или менее выступающая. Соцветие состоит из множества шипов в пазухах верхних листьев; цветоносный побег 1,5-7 см длиной, белый, ворсинчатый; прицветники яйцевидные, длиной 2,2-3,2 мм, шириной 1,7-2,5 мм, синие. Цветки белые, опушённые; трубка длиной 4-7,5 мм; верхняя губа яйцевидная, 1,8-3 мм длиной, 1-1,7 мм шириной, голубая, сверху гладкая, у основания густо опушённая. Плод — орех 1,8-2,8 мм длиной, 1,6-1,9 мм шириной, оранжево-коричневый, бархатистый; волоски по окружности 1,8-2,5 мм длиной, оранжево-коричневые; центральный пучок длиной 2-2,5 мм. Цветёт в августе-ноябре.

## Таксономия
Впервые этот вид был описан в 1810 году Робертом Броуном в Transactions of the Linnean Society of London по образцу, собранному им в Новой Голландии.

## Распространение
C. distichum — эндемик Западной Австралии. Встречается на прибрежных песчаных дюнах, среди обнажений гранита, песчаных равнинах и вдоль обочин дорог в округах Уитбелт, Большой Южный и Голдфилдс-Эсперанс в Западной Австралии.

## Экология
Этот вид значительно варьирует в пределах своего ареала: у экземпляров из западного ареала листья загнуты, а из восточного — прижатые. Форма из Гибсона и в 90 км к востоку от графства Эсперанс имеет шелковистые ветви и менее прерывистые соцветия, как у C. filifolium.